# قرار مجلس الأمن التابع للأمم المتحدة رقم 541
قرار مجلس الأمن التابع للأمم المتحدة رقم 541، الذي اعتمد في 18 نوفمبر 1983، بعد أن أعاد التأكيد على القرار 365 (1974) والقرار 367 (1975)، اعتبر المجلس قرار قبرص الشمالية إعلان الاستقلال باطلًا قانونًا.
ودعا الطرفين إلى التعاون مع الأمين العام، وحث الدول الأعضاء الأخرى على عدم الاعتراف بقبرص الشمالية، مع الاعتراف فقط بجمهورية قبرص بوصفها السلطة الوحيدة في الجزيرة.
واعتمد القرار بأغلبية 13 صوتًا مقابل صوت واحد (باكستان) وامتناع عضو واحد عن التصويت من الأردن.

## توافه
قررت محكمة العدل الدولية التابعة للأمم المتحدة في عام 2010 أن «القانون الدولي لا يتضمن حظرًا على إعلانات الاستقلال».

## وصلات خارجية
نص القرار على UN.org (PDF)